# Successió (matemàtiques)

Gràfica d'una successió convergent.

En matemàtiques, una successió o seqüència és una llista ordenada d'objectes. Més formalment, s'anomena successió una aplicació definida en el conjunt dels nombres naturals, o un subconjunt seu, i que pren valors en un conjunt arbitrari. Si aquest altre conjunt és el dels nombres reals es diu que és una successió de nombres reals; si és un conjunt de funcions, es diu successió de funcions, etc.
Per exemple, una successió de nombres reals és una aplicació
{\displaystyle {\begin{matrix}a:&\mathbb {N} &\to &\mathbb {R} \end{matrix}}}
A diferència de la notació habitual per a representar els valors d'una aplicació, on la variable s'acostuma a escriure entre parèntesis, {\displaystyle a(n)}, la variable d'una successió s'acostuma a representar com a subíndex: {\displaystyle a_{n}}. Així doncs, els valors de la successió a són
{\displaystyle {\begin{matrix}&a_{0},a_{1},a_{2},a_{3},a_{4},...\end{matrix}}}
L'element {\displaystyle a_{n}} és el terme d'índex n de la successió a. També és habitual representar una successió {\displaystyle a} amb la notació
{\displaystyle {\begin{matrix}&(a_{n})_{n\in \mathbb {N} }\end{matrix}}}.
Pel que fa al conjunts d'índexs, de vegades és còmode que el primer terme de la successió tingui índex 1. En aquest cas, la successió seria {\displaystyle {\begin{matrix}a_{1},a_{2},a_{3},a_{4},...\end{matrix}}} i s'escriuria {\displaystyle {\begin{matrix}(a_{n})_{n\geq 1}\end{matrix}}}. Quan queda clar, pel context, quin és el conjunt d'índexs, simplement s'escriu {\displaystyle {\begin{matrix}(a_{n}).\end{matrix}}}
Es pot definir una successió tant explícitament com implícitament. Alguns exemples de successions definides explícitament serien 
{\displaystyle a_{n}=n^{2},\ \ \ (a_{n})=(0,1,4,9,16...)}
{\displaystyle a_{n}=1/n,\ \ n\geq 1,\ \ \ (a_{n})=(1,1/2,1/3,1/4,1/5...)}
{\displaystyle a_{n}=(-1)^{n},\ \ \ (a_{n})=(1,-1,1,-1,1,-1\ldots )}
{\displaystyle a_{n}=\cos(n\pi /2),\ \ \ (a_{n})=(1,0,-1,0,1,0,-1...)}.
També moltes successions es defineixen de manera implícita usant una recurrència, per exemple:
Progressió geomètrica de raó {\displaystyle r}: {\displaystyle a_{n+1}=ra_{n},\ \ a_{0}} donat.
Successió de Fibonacci: {\displaystyle a_{n+1}=a_{n}+a_{n-1}}, {\displaystyle a_{0}=0,\ a_{1}=1}, {\displaystyle \ \ (a_{n})=(0,1,1,2,3,5,8,13\ldots )}.
La successió de la conjectura de Collatz: {\displaystyle a_{n+1}={\begin{cases}n/2&{\text{si }}n{\text{ parell}}\\3n+1&{\text{si }}n{\text{ senar}}\end{cases}},\ \ a_{0}>0\ {\text{ enter donat}}.}
La successió dels nombres primers: {\displaystyle a_{0}=2}, i {\displaystyle a_{n+1}}és el menor nombre enter més gran que {\displaystyle a_{n}}que no és divisible per cap dels {\displaystyle a_{0},a_{1},\dots ,a_{n}}.
S'anomena subsuccessió o successió parcial d'una successió donada {\displaystyle (a_{n})} a una altra que s'obté de la primera eliminant alguns dels seus termes. Per exemple, la successió {\displaystyle (-1)^{n}}és una subsuccessió de la successió {\displaystyle \cos(n\pi /2)}, ambdues considerades més amunt.
Les successions tenen una gran importància en anàlisi matemàtica i en topologia, amb els conceptes de límit, de successió convergent i de successió de Cauchy, així com el de sèrie convergent.